# In Another Country
Pour plus de détails, voir Fiche technique et Distribution.
In Another Country (hangeul : 다른 나라에서 ; RR : Dareun naraeseo ; MR : Tarŭn Naraesŏ ; litt. « Dans un autre pays ») est un film sud-coréen réalisé par Hong Sang-soo, sorti en 2012.
Il est sélectionné en compétition officielle au Festival de Cannes 2012.

## Synopsis
Une jeune fille écrit des histoires à propos d'Anne, une Française de passage en Corée. L'auteure imagine plusieurs variantes au destin de son personnage. Tout d'abord, elle la dépeint comme une célèbre réalisatrice venue rendre visite à un ami du cinéma. Dans la deuxième histoire, Anne est mariée à un industriel travaillant en Corée et elle file avec son amant pour Mohang-ni. 
Enfin, dans la dernière version, elle campe une femme que son mari vient d'abandonner pour une Coréenne. Dans chacun des scénarios, Anne rencontre toujours les mêmes personnages. Les expériences qu'elle vit avec eux se suivent mais ne se ressemblent pas.

## Fiche technique
- Titre original : 다른 나라에서
- Titre international et français : In Another Country
- Réalisation et scénario : Hong Sang-soo
- Musique : Jeong Yong-jin
- Photographie : Ji Yoon-jeong et Park Hong-yeol
- Son : Kim Mi-r
- Montage : Hahm Seong-won
- Production : Hong Sang-soo et Kim Kyeong-hee
- Société de production : Jeonwonsa Films (Corée du Sud) ; Les Films du Camélia (coproduction française)
- Sociétés de distribution : Jeonwonsa Films et JoseE Films (Corée du Sud) ; Diaphana (France)
- Pays de production :  Corée du Sud
- Langue originale : coréen, anglais
- Format : couleur
- Genre : drame
- Durée : 89 minutes
- Dates de sortie :
  - France : 21 mai 2012 (Festival de Cannes) ; 17 octobre 2012 (sortie nationale)
  - Corée du Sud : 31 mai 2012

## Distribution
- Isabelle Huppert : Anne
- Yoo Joon-sang : le maitre-nageur
- Jeong Yu-mi : Won-joo
- Kwon Hae-hyo : Jong-soo
- Moon So-ri : Geum-hee
- Moon Sung-keun : Moon-soo
- Yoon Yeo-jeong : Park Sook
- Kim Yong-ok : un bhikshu

## Nominations
- Festival de Cannes 2012 : sélection « Compétition officielle »
  - Palme d'or
  - Grand prix
  - Prix du jury
  - Prix de la mise en scène
  - Prix du jury œcuménique
  - Prix de la jeunesse
  - Prix François-Chalais
  - Prix FIPRESCI

- Festival international du film de Flandre-Gand 2012 : grand prix du meilleur film

- Buil Film Awards 2012 :
  - Meilleur film
  - Meilleur réalisateur
  - Meilleur acteur pour Yoo Joon-sang
  - Meilleure actrice pour Isabelle Huppert
  - Meilleure actrice dans un second rôle pour Moon So-ri

- Grand Bell Awards 2012 : meilleur acteur dans un second rôle pour Yoo Joon-sang
- Oslo Films from the South Festival 2012 : meilleur film
- International Cinephile Society Awards 2013 : meilleur acteur dans un second rôle pour Yoo Joon-sang